# Verband der Reservisten der Deutschen Bundeswehr
Der Verband der Reservisten der Deutschen Bundeswehr e. V. (VdRBw) ist mit rund 110.000 Mitgliedern die größte Vereinigung ehemaliger Soldaten der Bundeswehr. Er wurde 1960 in Bonn gegründet. Als besonders beauftragter Träger der Reservistenarbeit außerhalb der Bundeswehr erhält er gemäß § 26 Abs. 3 BHO (Institutionelle Förderung/Zuschüsse an Einrichtungen) für die lebenslange Betreuung, Ausbildung und Information aller Reservisten finanzielle Zuwendungen aus dem Verteidigungshaushalt.
Im Auftrag der Bundeswehr betreut der Verband alle Reservisten sowie Ungediente – unabhängig von einer Mitgliedschaft – nach den Vorgaben des Bundesministeriums der Verteidigung. Er hat den Auftrag, sie als Mittler für die Bundeswehr in der Gesellschaft zu gewinnen, sie für die Wahrnehmung ihrer Mittlertätigkeit weiterzubilden und deren Interessen zu vertreten sowie einen Beitrag zur Ausbildung der Reservisten der Bundeswehr für militärische Aufgaben zu leisten.

## Geschichte

### 1960er Jahre
Am 22. Januar 1960 gründeten 27 Reservisten im Bonner Bürgerverein in Anwesenheit von Abgeordneten des Deutschen Bundestags, des Bundesministeriums für Verteidigung und des deutschen Bundeswehrverbandes in einer gemeinsamen Entschließung offiziell den „Verband der Reservisten der Deutschen Bundeswehr e. V.“ Unter den 27 Reservisten waren sämtliche Dienstgrade vom Gefreiten d. R. bis zum Oberstleutnant d. R. aus allen Teilstreitkräften der Bundeswehr vertreten. Die Teilnehmer kamen aus allen sechs Wehrbereichen.
Diesem Schritt vorausgegangen war die Bildung regionaler Reservistenvereinigungen in Bayern, Bremen und Niedersachsen. Das erklärte Ziel bestand insbesondere darin, die bereits damals schon vielen Tausend wieder ins zivile Leben entlassenen Grundwehrdienstleistenden weiter an die Bundeswehr zu binden, um so die westdeutschen Streitkräfte in ihrem Verteidigungsauftrag zu stärken.

Der Reservistenverband verknüpfte das Interesse von ehemaligen Wehrpflichtigen, mit Kameraden Kontakt zu halten, mit dem Interesse der Bundeswehr, das Reservoir ehemaliger Soldaten weiterhin aufrechtzuerhalten.
Die Gründungsmitglieder verabschiedeten am 22. Januar 1960 eine Satzung und wählten einen Bundesvorstand mit Major d. R. Adalbert Weinstein, einem Militärjournalisten der Frankfurter Allgemeinen Zeitung, an der Spitze. Er schuf wesentliche Grundlagen wie die Gründung der Verbandszeitung „Die Reserve“, dem heutigen Magazin „.loyal“. Gleichzeitig wurde die Gliederung in Landesgruppen und ein Verbandswappen eingeführt. Auf einer Arbeitsbesprechung im Februar 1960 sagte Verteidigungsminister Franz Josef Strauß dem Verband finanzielle Mittel für die Betreuung der Reservisten, die Einrichtung einer Geschäftsstelle und hauptamtliches Personal zu. 1964 beschloss der Verteidigungsausschuss des Deutschen Bundestages die alleinige Zuständigkeit des Verbandes für die Betreuung und die Weiterbildung der Reservisten. 1965 zählte der Verband bereits mehr als 19.000 Mitglieder.

### 1970/80er Jahre
1969 wurde Oberst d. R. Rudolf Woller Präsident des Reservistenverbandes und initiierte eine Neuausrichtung. Folglich wurde 1971 die erste Reservistenkonzeption erlassen, in welcher eine wichtige hoheitliche Aufgabe festgeschrieben wurde: die Aus- und Weiterbildung der Reserve außerhalb von Wehrübungen. Die Bundesregierung erteilte dem Verband damit den Auftrag zur Übernahme der Allgemeinen Reservistenarbeit (heute: beorderungsunabhängige freiwillige Reservistenarbeit). Ziel hinter diesem Schritt war die Stärkung der Verteidigungsfähigkeit und des Verteidigungswillens der Bevölkerung.

### 1990er Jahre
Nach der deutschen Wiedervereinigung konnten Reservisten der aufgelösten Nationalen Volksarmee ihre Dienstgrade nicht mehr führen und nicht ordentliche Mitglieder des Verbandes, sondern nur Fördermitglieder werden. Dennoch wurde bereits am 29. September 1990 in Tonndorf die erste Reservistenkameradschaft in den neuen Ländern gegründet; erste Landesgruppe war 1991 die Landesgruppe Berlin.
Die veränderte sicherheitspolitische Lage änderte auch zunehmend das Einsatzspektrum der Reserve. Mit ihrem Spezialwissen nahmen Reservisten an den ersten Auslandseinsätzen der Bundeswehr teil. Auch wurden Journalisten als Presseoffiziere eingesetzt.
In den 90er Jahren entstanden Schwierigkeiten für den Verband durch die Verkleinerung der Bundeswehr. Die Schließung von Standorten und die Auflösung der Verteidigungskreiskommandos bewirkten eine Ausdünnung der Geschäftsstellenstruktur.
Im Mai 1998 ging die erste Internetseite des Verbandes online.

### 2000er Jahre
2003 erließ der damalige Verteidigungsminister Peter Struck eine neue Konzeption für Reservisten der Bundeswehr. 2004 erging durch den Generalinspekteur der Bundeswehr die Richtlinie für die beorderungsunabhängige, freiwillige Reservistenarbeit (RiLiResArb).
Einen Einschnitt bedeutete die Aussetzung der Pflicht zur Ableistung des Grundwehrdienstes und der damit einhergehende Verlust des Rekrutierungspotentials durch die ausscheidenden Wehrpflichtigen. Der Fokus rückte daher vor allem auf ehemalige Soldaten auf Zeit und Berufssoldaten und auf die Ausbildung von Ungedienten zu Reservisten sowie auf eine gesellschaftliche Debatte zur Einführung einer allgemeinen Dienstpflicht und zur Aufstellung von Landesregimentern, die gleichzeitig eine wichtige Lücke in der Landesverteidigung schließen sollen.
Im Oktober 2019 erschien die Strategie der Reserve. Vision Reserve 2032 plus mit der Beschreibung neuer Verfahren für Beorderung, Ausbildung und Ausstattung von Reservisten. Es wurde das Prinzip der Grundbeorderung eingeführt, welches ausscheidenden Soldaten auf Zeit direkt eine konkrete Stelle als Reservist in den Streitkräften zuweist. Sechs Jahre lang sind die Reservisten dort beordert und rücken im Spannungsfall bzw. Verteidigungsfall ein.

## Aufgaben
Der Verband ist die größte Vereinigung ehemaliger Soldaten der Bundeswehr. Als besonders beauftragter Träger der Reservistenarbeit außerhalb der Bundeswehr sorgt er für die lebenslange Betreuung, Ausbildung und Information aller Reservisten und von Ungedienten nach den Vorgaben des Bundestages und des Verteidigungsministeriums und wirkt als Mittler für die Bundeswehr in der Gesellschaft. Überparteilich vertritt er die freiheitliche demokratische Grundordnung Deutschlands und trägt zur sicherheitspolitischen Bewusstseinsbildung bei.
Zum Vereinsalltag gehört neben der klassischen Reservistenarbeit wie Ausbildung, Märsche, Schießübungen, sicherheitspolitische Information und Kameradschaftstreffen auch die Mitarbeit in übernationalen Verbänden wie der Confédération Interalliée des Officiers de Réserve (CIOR), der Conféderation Interalliée des Officiers Mèdicaux de Réserve (CIOMR), der Confédération Interalliée des Sous-Officiers de Réserve (CISOR) und der Gaminger Initiative. Ferner fördert der Verband mit seinen Mitteln den Bundesverband Sicherheitspolitik an Hochschulen (BSH).
Den Volksbund Deutsche Kriegsgräberfürsorge unterstützt der Verband bei der Pflege von mehr als 830 Kriegsgräberstätten in 45 Staaten durch Freiwillige und mit Spendensammlungen.
Seit Dezember 2010 hilft der Verband über das Netzwerk „Psycho-Soziale Kameradenhilfe“ Reservisten und Angehörigen, die unter einsatzbedingten psychischen Schädigungen einschließlich posttraumatischer Belastungsstörungen (PTBS) leiden.
Im März 2020 sicherte Verbandspräsident Sensburg der Bundeswehr die Unterstützung der Reservisten im Kampf gegen die COVID-19-Pandemie zu. Die Reserve stehe „Gewehr bei Fuß“, da sich viele Reservisten meldeten, um zu helfen und zu unterstützen. Allein von den 110.000 Mitgliedern des Reservistenverbandes sind mehr als 1000 im Sanitätsdienst engagiert. Bis Anfang April hatten sich mehr als 15.000 Reservisten freiwillig gemeldet.

## Struktur
Der Verband der Reservisten der Deutschen Bundeswehr e.V wird durch ein ehrenamtliches Präsidium geführt, das alle vier Jahre durch die Bundesdelegiertenversammlung gewählt wird. Der Verband hat rund 110.000 Mitglieder. Sie sind Reservisten (ordentliche Mitglieder), Soldaten (außerordentliche Mitglieder) und interessierte Bürger ohne Bundeswehrhintergrund (Fördermitglieder). Der Verband gliedert sich in den Bundesverband, Landesgruppen, Bezirksgruppen (nur in Bayern und Nordrhein-Westfalen), Kreisgruppen und Reservistenkameradschaften (RK). Für die Förderung und Weiterbildung in besonderen Fachgebieten und Dienstgradgruppen bestehen zudem Reservistenarbeitsgemeinschaften (RAG) und Arbeitskreise (AK).

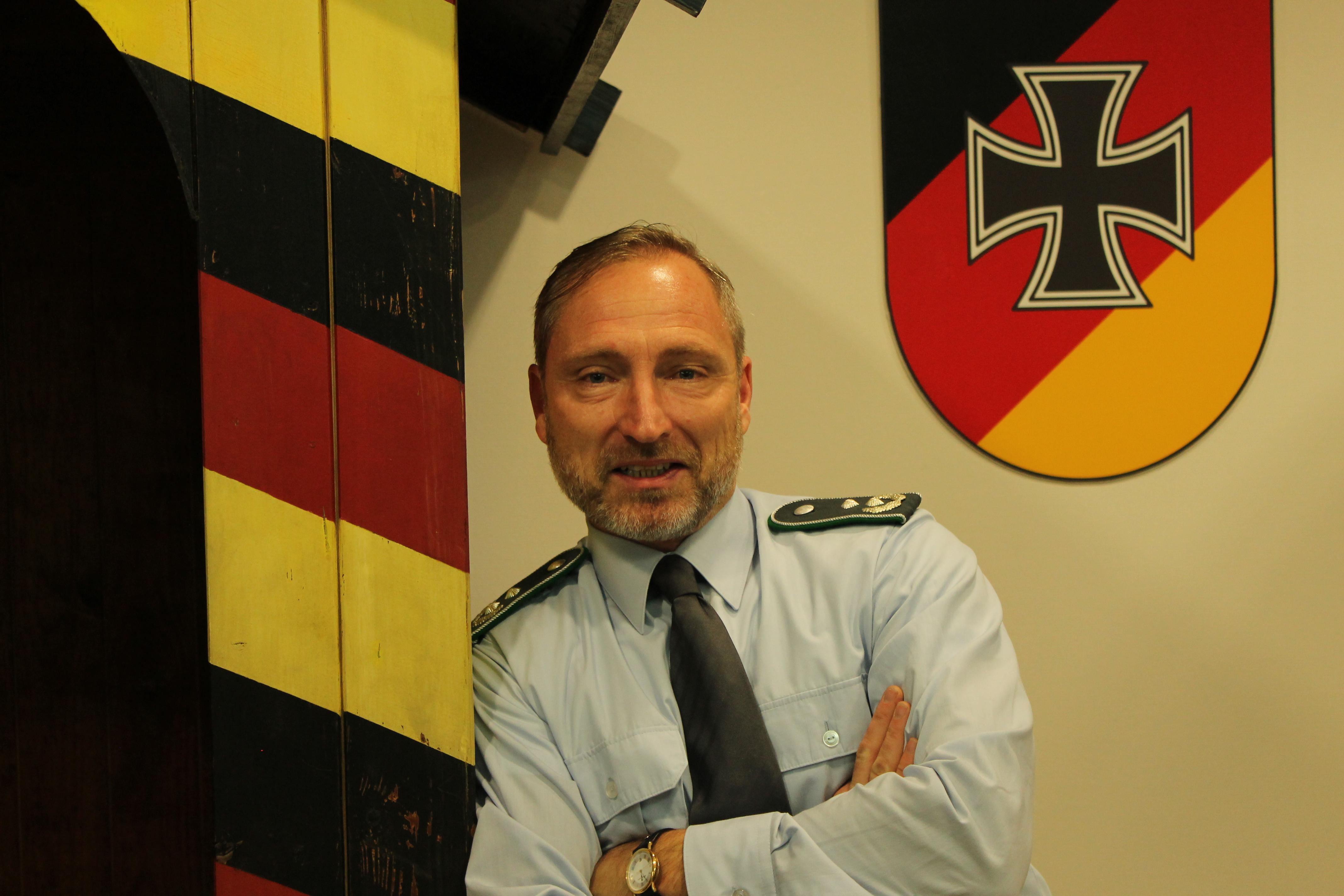
Bundesgeschäftsführer Christoph Max vom Hagen

Die rund 3.000 Reservistenkameradschaften und RAG/AK, darunter auch 20 Reservistenmusikzüge, sind flächendeckend über Deutschland verteilt und bilden die Basisorganisation des Vereinslebens und für die kameradschaftliche Betreuung der Reserve. Rund 280 hauptamtliche Mitarbeiter unterstützen in mehr als 100 Geschäftsstellen die Arbeit der ehrenamtlichen Mandats- und Funktionsträger und sind Ansprechpartner für alle Fragen der Reservistenarbeit vor Ort.
Der Verband hat seit Ende 2015 seinen vereinsrechtlichen Sitz in Berlin, während sich der Großteil der Bundesgeschäftsstelle weiterhin am Gründungsort des Reservistenverbandes in Bonn befindet.
Seit 2017 ist Christoph Max vom Hagen Bundesgeschäftsführer des Reservistenverbandes.

## Unterstützung der Bundeswehr
Der Reservistenverband erbringt verschiedene Unterstützungsleistung für die Bundeswehr:
- Repräsentanz: Übernahme von Aufgaben, die der Darstellung der Bundeswehr in der Öffentlichkeit dienen, etwa mit Infoständen oder Auftritten der Reservistenmusikzüge
- Spezialisten: Unterstützung durch Spezialisten für Verwendungen im In- und Ausland, z. B. durch einen wesentlichen Beitrag zur Rekrutierung von ehemaligen Soldaten und Ungedienten mit fundierten Kenntnissen im IT-Bereich für den Cyber- und Informationsraum (CIR) der Bundeswehr
- Vermittlung: Unterstützung bei Vermittlung von Reservisten bei Katastrophen und Unglücksfällen, etwa in der Corona-Pandemie im Frühjahr 2020, bei der mehr als 15.000 Reservisten ihre Unterstützung anboten
- Spezielle Unterstützung: Wahrnehmung zahlreicher Funktionen durch Reservisten zur Entlastung der Truppe

## Militärische Ausbildung
Der Reservistenverband bietet zahlreiche Aus- und Weiterbildungen in den verschiedensten Themenkomplexen an:

### Gefechtsdienst aller Truppen
Das Herzstück der militärischen Ausbildung ist der Gefechtsdienst. In dieser sogenannten „grünen Ausbildung“ übt der Reservist z. B. das Orientieren im Gelände, Tarnen, Melden, Funksprechverkehr und das Leben im Felde. Dazu kommt der umfangreiche Wachdienst in der Bundeswehr und die Grundlagen des Einzelschützen im Gefecht, wie beispielsweise Patrouillenausbildung oder die Sicherung von Räumen und Objekten.

### Waffenausbildung
Der Reservistenverband bietet eine auf die Bundeswehrgrundsätze abgestimmte Schießausbildung und organisiert gemeinsam mit der Bundeswehr Schießausbildungstage, an denen der scharfe Schuss mit militärischen Waffen geübt wird.

### Taktik
Zur Verbesserung der Führungsfähigkeit bietet der Reservistenverband Offizieren und Unteroffizieren mit Portepee unterschiedliche Aus- und Weiterbildungen in der Truppenführung an. Hier  erlangen die Teilnehmer Wissen über die Einsatzmittel und -grundsätze der Truppengattungen sowie über die militärischen Symbole. Ferner wird der Führungsprozess im Rahmen des Gefechts der verbundenen Waffen anhand von Beispielen der offensiven, defensiven, stabilisierenden und voraussetzungsschaffenden Aktivitäten trainiert.

### Sanitätsausbildung
Speziell qualifiziertes Personal macht aus Reservisten potenzielle Lebensretter und unterrichtet in Erster Hilfe mit Schwerpunkt auf der militärischen Qualifikation zum Einsatzersthelfer Alpha (EEH-A).

### IGF/KLF
Die Bundeswehr verlangt von Soldaten und Reservisten regelmäßige Nachweise aller Leistungsanforderungen nach dem Katalog der individuellen Grundfertigkeiten (IGF). Hierzu gehören neben dem Erfüllen bestimmter Schießübungen auch die Auffrischung in ABC-Selbstschutzmaßnahmen und Erster Hilfe. Die notwendigen Nachweise kann man beim Reservistenverband ablegen. Ergänzend wird die körperliche Leistungsfähigkeit (KLF) mit dem Basis-Fitness-Test der Bundeswehr, dem Kleiderschwimmen und einem Leistungsmarsch nachgewiesen.

## Schießsport
Die Reservistenarbeitsgemeinschaften (RAG) Schießsport sind flächendeckend über Deutschland verteilt. Sie finden bundesweit über 20.000 schießsportbegeisterte Reservisten, die mit eigenen, zivilen Waffen auf den unterschiedlichsten Schießständen trainieren und sich in Schießwettkämpfen messen.

## Weitere Qualifikationen
Der Verband bietet im Rahmen von Verbandsveranstaltungen weitere Qualifikationen an wie:
- Erwerb des Rettungsschwimmabzeichens
- Erwerb des Rettungsschwimm-Lehrscheins
- Ausbildung zum ABC-Ausbilder
- Ausbildung zum Übungsleiter C (DOSB)
- Erwerb des Ausbilderscheins (IHK) – voraussichtlich ab 2020

## Sicherheitspolitische Arbeit

### Sicherheitspolitische Arbeit im Verband
Der Reservistenverband bietet allen Reservisten die Möglichkeit, sich durch Seminare in aktuellen sicherheitspolitischen Themen weiterzubilden. Das Ziel der Sicherheitspolitischen Bildung ist es, Zusammenhänge, Abläufe und Entwicklungen der aktuellen internationalen und nationalen Sicherheitspolitik zu vermitteln, damit der Reservist seiner Rolle als Mittler in der Öffentlichkeit gerecht werden kann.
Der Verband führt jährlich mehr als 3.800 sicherheitspolitische Veranstaltungen durch. Träger und Initiatoren sind in erster Linie die ehrenamtlichen Mandatsträger der ca. 3.000 Untergliederungen in Deutschland, unterstützt durch hauptamtliches Personal der Geschäftsstellen. Die inhaltliche Themensetzung orientiert sich an den sicherheitspolitischen Entwicklungen der Gegenwart und stellt grundsätzliche Bezüge zu den Belangen Deutschlands, ihren Streitkräften und deren Reservisten her.

### Sicherheitspolitische Arbeit in der Öffentlichkeit
Zusammen mit dem Zentrum Informationsarbeit Bundeswehr in Strausberg führt der Reservistenverband jährlich sechs Durchgänge des Seminars „Der Reservist als Mittler in der Öffentlichkeit“ durch. In diesem sogenannten Mittlerseminar erhalten die Teilnehmer ein Medien- und Kommunikationstraining.

### Veranstaltungen zur Sicherheitspolitik
Das „Bundesseminar für Sicherheitspolitik“ ist die Schwerpunktveranstaltung der sicherheitspolitischen Weiterbildung der Mandatsträger und Multiplikatoren des Verbandes und richtet sich vor allem an Bewerber, die das erworbene Wissen intensiv in ihrem beruflichen oder sozialen Umfeld persönlich sowie durch Veranstaltungen weiter vermitteln wollen.
Im Juni 2016 richtete der Reservistenverband zum ersten Mal das „Sicherheitspolitische Forum Berlin“ aus – ein Veranstaltungsformat, mit dem der Verband den Sicherheitspolitischen Dialog in die Hauptstadt und in die Gesellschaft intensivieren will.

### Sicherheitspolitisches Magazin .loyal
Die .loyal ist das monatlich erscheinende Verbandsmagazin mit sicherheitspolitischem Schwerpunkt. Es dient der Informations- und Wissensvermittlung der Reservisten im Bereich der Sicherheitspolitik und unterstützt die Reservisten in ihrer Funktion als Mittler. Es erscheint in einer Auflage von derzeit über 120.000. Neben den Verbandsmitgliedern erhalten auch die Bundeswehrdienststellen und weitere Multiplikatoren wie etwa Bundestagsabgeordnete ein Exemplar.

## Sicherheitspolitische Hochschularbeit
Der Reservistenverband unterstützt die Sicherheitspolitische Debatte im akademischen Raum durch eine Kooperation mit dem Bundesverband Sicherheitspolitik an Hochschulen (BSH). Als Mittler im öffentlichen Raum gibt der BSH Studierenden die Möglichkeit, sich wissenschaftlich mit Sicherheitspolitik zu befassen und mit den verschiedenen sicherheitspolitischen Akteuren in Dialog zu treten.
Der BSH ist das größte sicherheitspolitische Nachwuchsnetzwerk in Deutschland und Dachverband von mehr als 25 regional organisierten Hochschulgruppen. Als Mittler für Sicherheitspolitik bietet der BSH Studenten die Möglichkeit, sich auf akademischen Niveau mit Sicherheitspolitik zu befassen und mit sicherheitspolitischen Akteuren in Dialog zu treten. Die Angebote des BSH reichen von den zahlreichen Veranstaltungen der Hochschulgruppen vor Ort bis hin zu hochkarätigen Seminaren und Lehrgängen auf Bundesebene.

## Internationale Zusammenarbeit
Im Rahmen der internationalen Reservistenarbeit vertritt der Reservistenverband neben seinen Aktivitäten auf Landes- und lokaler Ebene gemeinsam mit einem Teil seiner Mitglieder die Reservisten der Bundeswehr in verschiedenen Organisationen, beispielsweise CIOR, CIOMR, NRFC und CISOR. Unterhalb der Bundesebene unterhalten zahlreiche lokale Gliederungen Kontakte zu befreundeten Streitkräften und Reserveorganisationen.

## Psycho-Soziale Kameradenhilfe
Die Psycho-Soziale Kameradenhilfe ist ein Netzwerk des Reservistenverbandes zur Unterstützung von einsatzgeschädigten Reservisten und deren Familien. Jedes Bundesland hat einen Landesbeauftragten, der Betroffene an geeignete Anlaufstellen innerhalb und außerhalb der Bundeswehr verweist. Der Schwerpunkt liegt auf der Betreuung von Kameraden mit einer posttraumatischen Belastungsstörung.

## Cyber-Reserve
Der Reservistenverband hat parallel zur Aufstellung des Kommandos Cyber- und Informationsraum (Kdo CIR) eine Reservistenarbeitsgemeinschaft (RAG) Cyber ins Leben gerufen. Die RAG hilft beim Aufbau einer Cyber-Reserve als Teil des Auftrags des neu aufgestellten Kommandos. „Mit dem Aufbau einer Cyber-Reserve sollen die bisher ungenutzten Potenziale von hochqualifizierten Cyberspezialisten für die Aufgabenwahrnehmung bei der gesamtstaatlichen Sicherheitsvorsorge und dem Wirken des Kdo CIR zur Verfügung gestellt und besser genutzt werden“, heißt es in der Weisung der Reserve 2017/2018. Gemäß dieser Weisung bittet der Stellvertreter des Generalinspekteurs der Bundeswehr den Reservistenverband darum, „im Rahmen seiner Struktur bei der Identifizierung von geeigneten Reservisten sowie Ungedienten zu unterstützen“.

## Beirat
Der „Beirat Reservistenarbeit beim Verband der Reservisten der Deutschen Bundeswehr e. V.“ hat den Zweck, das Zusammenwirken der in der Reservistenarbeit tätigen Verbände und Organisationen zu stärken und die Erfordernisse für diese Aufgabe in der Gesellschaft und gegenüber Öffentlichkeit, Parlament und Bundesregierung zu vertreten. Der Verband dient dabei als Anlehnungsplattform für die im Beirat organisierten Vereine und Vereinigungen. Der Beirat pflegt die intensive Zusammenarbeit mit der Bundeswehr und berät den Beauftragten für Reservistenangelegenheiten der Bundeswehr.
Die Mitglieder des Beirates Reservistenarbeit beim Verband orientieren ihre Aktivitäten in den Aufgabenfeldern Betreuung, Sicherheitspolitische Arbeit und Militärische Ausbildung nach Inhalt und Zielsetzung an der durch das Bundesministerium der Verteidigung erlassenen Konzeption der Reserve (KdR) und deren nachgeordneten Richtlinien in der jeweils gültigen Fassung. Sie tragen zum jährlichen Sachbericht Reservistenarbeit des Verbandes bei.

## Satzung
Der Verband der Reservisten der deutschen Bundeswehr e. V. ist ein rechtsfähiger Verein, eingetragen in das Vereinsregister des Amtsgerichts Berlin-Charlottenburg. Über die Satzung und deren Änderung kann ausschließlich die alle vier Jahre stattfindende Bundesdelegiertenversammlung entscheiden.

## Medienpreis
Der Reservistenverband vergibt seit 1993 in unregelmäßigen Abständen den Medienpreis Goldener Igel für außergewöhnliche Arbeiten in den Medien zu einem Thema rund um die Bundeswehr oder die Reservisten in Deutschland. Der Preis ist gegenwärtig mit einem Preisgeld von insgesamt 6.000 Euro dotiert und wird in den drei Kategorien Print, Internet und Rundfunk ausgelobt.

## Finanzierung
Der Verband erhält für seine Arbeit jährlich einen zweistelligen Millionenbetrag aus dem Einzelplan 14 (Titel 685 01) des Bundeshaushalts. Dort wird außerdem als „Haushaltsvermerk“ festgehalten, dass dem Verband folgende Leistungen gewährt werden:
- Unentgeltliche Überlassung von Büroräumen mit Einrichtungsgegenständen für die Unterbringung von Geschäftsstellen in Bundeswehrliegenschaften. Kostenbeiträge für Reinigung, Heizung, Wasser- und Stromverbrauch werden nicht erhoben.
- Unentgeltliche Mitbenutzung von Bundeswehranlagen im Rahmen auftragsbezogener Veranstaltungen des Verbandes.
- Unentgeltliche Inanspruchnahme freier Unterkünfte in Liegenschaften der Bundeswehr für hauptamtliche Mitarbeiter des Verbandes anlässlich der Durchführung von Dienstreisen.
- Bezuschussung der Verbandszeitschrift „loyal“ zur unentgeltlichen Abgabe an alle Verbandsmitglieder.

Durch den Bundeshaushalt werden 100 Prozent der Personal- und Verwaltungsausgaben sowie Investitionen in Höhe von insgesamt 18,1 Millionen Euro (Soll 2020) übernommen. In den Jahren davor gab es folgende Ansätze: 2019: 18,1 Mio. Euro (Soll), 2018: 16,8 Mio. Euro, 2017: 16,9 Mio. Euro, 2016: 17,8 Mio. Euro (Soll), 2015: 15,7 Mio. Euro.
Die Förderung durch den Bundeshaushalt ist laut einer Prüfung des Bundesrechnungshofs vom März 2024 „unwirtschaftlich“ und „verstößt gegen das verfassungsrechtlich verankerte Wirtschaftlichkeitsgebot“. Es wird empfohlen, „die beorderungsunabhängige Reservistenarbeit neu auszurichten und das Ende der Förderung des Reservistenverbandes einzuleiten“.

## Militärmusik

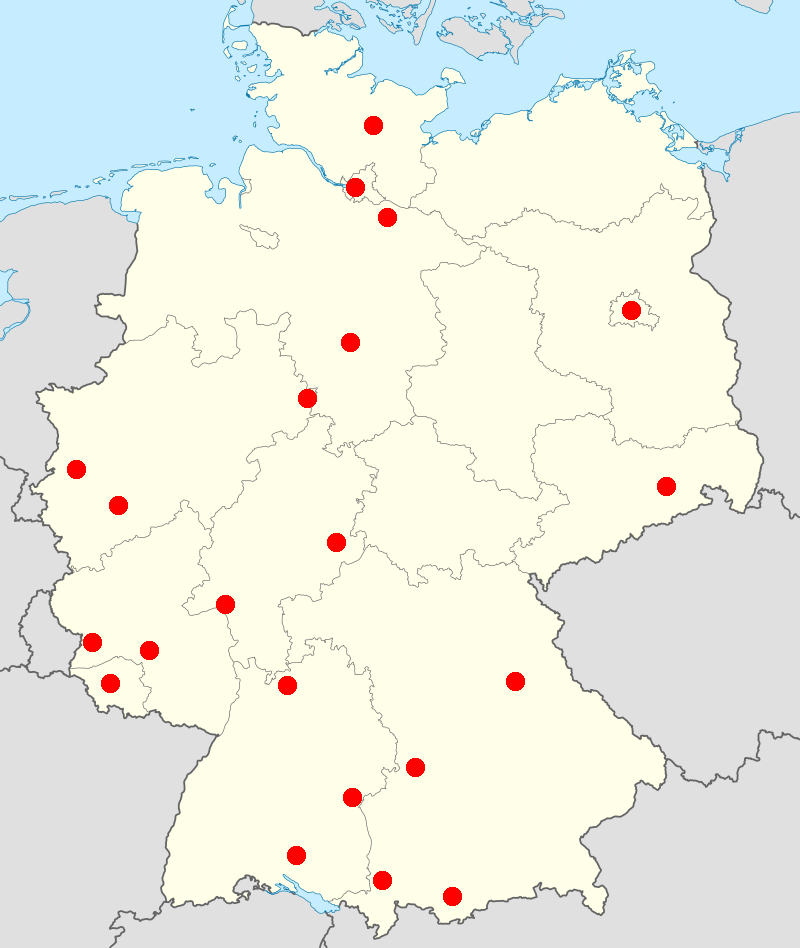
Reservistenmusikzüge in der Bundesrepublik Deutschland

Auch der Verband fördert die Militärmusik und musikalische Unterhaltung in Deutschland. Aktuell gibt es 19 Reservistenmusikzüge.

## Verbandspräsidenten
Liste der Verbandspräsidenten:

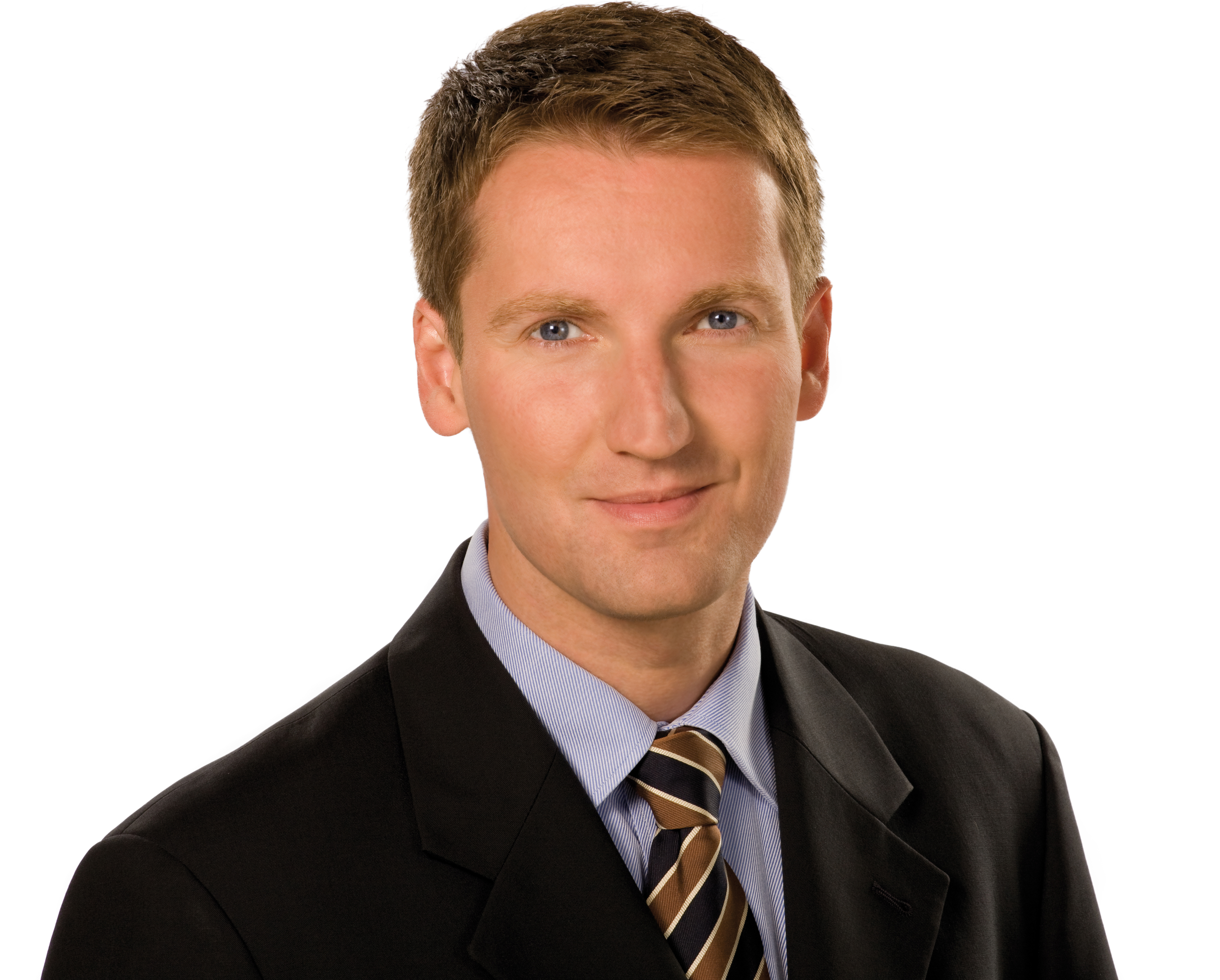
Präsident Oberst d. R. Patrick Sensburg, MdB (2009)

- 1960–1961: Adelbert Weinstein, Journalist (Frankfurt),  Oberstleutnant d. R. († 2003)
- 1961–1962: Lothar Ganser, Rechtsanwalt (Hameln), Major d. R. († 1984)
- 1962–1965: Friedrich Ruge, Vizeadmiral a. D. († 1985)
- 1965–1969: Konrad Stephanus, Brigadegeneral a. D. († 1987)
- 1969–1976: Rudolf Woller, Fernsehjournalist, Oberst d. R. († 1996)
- 1976–1984: Heinz-Detlef Drape, MdL, Fregattenkapitän d. R. († 1987)
- 1984–1986: Hans-Michael Moll, Wirtschaftsdezernent (Kiel), Oberst d. R. († 1986)
- 1986–1987: Helmuth Möhring, MdB, Oberst d. R. († 2006)
- 1987–1991: Armin Steinkamm, Oberst d. R. († 2021)
- 1991–1995: Peter Kurt Würzbach, MdB,  Major a. D. und Oberstleutnant d. R.
- 1995–1996: Heinz-Alfred Steiner, MdB, Hauptmann a. D. und Major d. R.
- 1996–2003: Helmut Rauber, MdB, Hauptmann a. D. und Oberstleutnant d. R.
- 2003–2009: Ernst-Reinhard Beck, MdB, Oberst d. R.
- 2009–2011: Gerd Höfer, MdB, Major d. R.
- 2011–2016: Roderich Kiesewetter, MdB, Oberst a. D.
- 2016–2019: Oswin Veith, MdB, Oberst d. R.
- seit 9. November 2019: Patrick Sensburg, MdB, Oberst d. R.[15]